# Phyllonorycter similis
Phyllonorycter similis là một loài bướm đêm thuộc họ Gracillariidae. Nó được tìm thấy ở Nhật Bản (Hokkaidō, Honshū, Kyūshū, Satunan và Shikoku), Hàn Quốc và vùng Viễn Đông Nga.
Ấu trùng ăn Quercus acutissima, Quercus cerris, Quercus crispula, Quercus dentata, Quercus mongolica và Quercus serrata. Chúng ăn lá nơi chúng làm tổ.